# Караванное (метеорит)
Караванное — железокаменный метеорит мини-группы Eagle Station. Обнаружен в 2010 году братьями Сергеем и Александром Бледных рядом с селом Караванное. Вес — 132 кг. Хранится в Метеоритной коллекции Российской академии наук.

## Образцы
Было найдено 2 образца.

## Физические свойства
Это метеорит неправильной формы, поперечник около 40 см. Кора плавления не сохранилась. Сложен грубозернистыми обломками и гипилиоморфными кристаллами.